# Torsten Lundberg (jurist)
Torsten Rafael Lundberg, född 15 juni 1908 i Lappträsk, död 19 september 1979, var en finländsk jurist.
Lundberg, som var son till kontraktsprosten Carl Isidorus Lundberg och Johanna Vilhelmina Sundström, avlade högre rättsexamen 1935 och blev vicehäradshövding 1938. Han var borgmästare i Kristinestad från 1937 och föreståndare för Nordiska Föreningsbankens kontor där från 1953. Han var ordförande i stiftelsen Lebellska Köpmansgården i Kristinestad från 1942, i svenska folkskoldirektionen från 1953 samt viceordförande i kyrkofullmäktige och medlem av kyrkorådet från 1940.
Han var gift med teckningsläraren Kerstin Lundberg (1914−1994). De är begravna på Kristinestads gamla begravningsplats i Kristinestad.